# De reclame-patiënt
De reclame-patiënt is een hoorspel van Leo Goldman. Still Small Softsell werd uitgezonden door de BBC. E. van Dulken vertaalde het en de KRO zond  het uit op zondag 18 december 1966 (met een herhaling op dinsdag 4 juli 1967). De regisseur was Léon Povel. Het hoorspel duurde 22 minuten en was te horen vóór Operatie Mallemolen in Twee Amerikaanse satires van Leo Goldman.

## Rolbezetting
- Hans Veerman (stem & Flup)
- Jan Borkus (patiënt)
- Wam Heskes (dokter)

## Inhoud
Dit is een satire op de hidden persuaders, de verborgen verleiders van de reclame waarmee de (Amerikaanse) radio en tv vergiftigd is. Die reclame is zo indringend dat zij ten slotte bezit neemt van haar slachtoffers en uitgroeit tot een obsessie. Een van deze slachtoffers zoekt zijn heil bij een psychiater. Hij ontvangt namelijk de reclameboodschappen van een radiostation zelfs al via de vulling van zijn kies. Dat zou al vaker gebeurd zijn. De psychiater kan hem echter moeilijk helpen, want patiënt en reclamezender houden hele twistgesprekken die hij niet kan horen…